# کینکیزان
کینکیزان (به ژاپنی: 金鶏山, Kinkei-san or Kinkei-zan) یک تپه مخروطی که در هیراایزومی، ایواته جنوب استان ایواته، ژاپن قرار دارد.